# Astrid Benöhr
Astrid Benöhr, född 8 oktober 1957 i Bergisch Gladbach, är en tysk idrottskvinna, inom ultradistans-triathlon.
Benöhr innehar damernas världsrekord i tredubbla, fyrdubbla och femdubbla ironmandistansen. Benöhr har vunnit VM flera gånger. Hon har familj med tre barn.